# El Pastal
El Pastal es una localidad del municipio de Nacajuca ubicado en la subregión centro del estado mexicano de Tabasco.

## Geografía
La localidad de El Pastal se sitúa en las coordenadas geográficas 18°12′02″N 92°56′01″O / 18.200556, -92.933611, a una elevación de 1 metro sobre el nivel del mar.

## Demografía
Según el Conteo de Población y Vivienda 2020, efectuado por el Instituto Nacional de Estadística y Geografía, la localidad de El Pastal tiene 520 habitantes, de los cuales 273 son del sexo masculino y 247 del sexo femenino. Su tasa de fecundidad es de 2.47 hijos por mujer y tiene 127 viviendas particulares habitadas.
| Gráfica de evolución demográfica de El Pastal entre 1970 y 2020 |
|                                                                 |
| INEGI.                                                          |